# Marica Nadlišek Bartol
Marica Nadlišek Bartol (tudi Marica Bartol Nadlišek), slovenska pisateljica, prevajalka, publicistka, učiteljica in urednica, * 10. februar 1867, Trst, † 3. januar 1940, Ljubljana.

## Življenje
Marica Nadlišek Bartol, mati pisatelja Vladimirja Bartola je leta 1886 po maturi na goriškem učiteljišču nekaj let učila na šolah v okolici Trsta. Od leta 1897 do 1900 je urejala prvi slovenski ženski časopis Slovenka. S prispevki o književnosti in ženskih vprašanjih je sodelovala tudi pri drugih slovenskih časopisih (Slovenski svet, Slovenski narod in drugi).
Marica Nadlišek ni obiskovala univerze, a njena znanježeljnost, povezana s prebiranjem pomembnih italijanskih, ruskih, francoskih in nemških knjig ter brezmejna ljubezen do leposlovja sta ji pripomogli do široke razgledanosti, s katero je daleč presegla kulturno obzorje okolja predmestne učiteljice. želela je biti napredna ženska na vseh področjih, zato se je že kot mlada učiteljica udeleževala sokolskih nastopov, učila pa se je tudi kolesarjenja in si kupila lastno kolo. O njeni uveljavitvi v narodnih krogih priča tudi dejstvo, da je bila leta 1895, ob osemdesetletnico škofa Josipa Juraja Strossmayerja skupaj z Milko Mankoč izbrana za zastopnico slovenskih žen v poslanstvo društva Sv. Cirila in Metoda, ki je obiskalo škofa v Rogaški Slatini. Bila je članica Splošnega slovenskega ženskega društva.
Navkljub vsem njenim spisom o emancipaciji pa je po koraku v zakonski stan aprila 1899 prenehala s svojim uredniškim in literarnim delom, zapustila službo ter domala za vse življenje prekinila svoje javno udejstvovanje.

## Literarno delo
Leta 1889 je v Ljubljanskem zvonu objavila prvo novelo Moja prijateljica, nato pisala krajšo prozo in 1898 objavila roman Fata morgana. Njene prve pripovedi, ki so zajemale predvsem snov iz učiteljskega življenja in tematizirale žensko ljubezensko hrepenenje so pisane v nezrelem romanticizmu. Pod vplivom J. Kesnika in ruskih realistov se je kasneje opredelila za zmeren poetični realizem in predvsem portretirala tržaško malomeščanstvo. V knjižni obliki sama ni objavljala, roman Fata morgana (1998) (COBISS) in zbirka novel Na obali (2005) (COBISS) sta izšli dolgo po njeni smrti.
Ivan Cankar, je o dotedanjih slovenskih pisateljicah, pri tem je mislil na Pavlino Pajk in Marico Nadlišek (za prvo pravo slovensko pisateljico z lastno individualnostjo je smatral Zofko Kvedrovo) dejal, da »cepljata po cesti, izhojeni od širokih moških podplatov«.
Nadliškova je v slovenščino prevajala iz italijanske književnosti.